# Bałucz
Bałucz is een plaats in het Poolse district  Łaski, woiwodschap Łódź. De plaats maakt deel uit van de gemeente Łask en telt 110 inwoners.